# 杜の旅行社
『杜の旅行社 ～小さな旅を提案します～』（もりの りょこうしゃ ちいさな たびを ていあんします）は、2006年7月4日から2009年3月30日まで、東日本放送で放送されていたハイビジョン制作番組である。放送時間は、毎週月曜日18:55 ‐ 19:00（JST）。

## 概要
宮城の四季折々の自然、その土地ならではの風景に出会える「小さな旅」を提案するというコンセプトで開始された番組である。
毎回、オープニングには、ナレーションを務める東日本放送の女性アナウンサーが登場し、BGMとナレーションと共に宮城県内の美しい自然の風景などがハイビジョン映像で放送された。
テーマ曲はカーペンターズの「涙の乗車券」（Ticket To Ride）が使用された。

## 出演者・ナレーター
- 白澤奈緒子（2006年7月 ‐ 2008年3月）
- 青柳嘉代（2008年4月 ‐ 10月）
- 奥村奈津美（2008年10月 ‐ 2009年3月）